# Звегливец
Звегливец — деревня в Нюксенском районе Вологодской области.
Входит в состав Нюксенского сельского поселения, с точки зрения административно-территориального деления — в Березовский сельсовет.
Расстояние до районного центра Нюксеницы по автодороге — 19 км. Ближайшие населённые пункты — Ларинская, Ключевая, Нюксеница.
По переписи 2002 года население — 79 человек (38 мужчин, 41 женщина). Преобладающая национальность — русские (97 %).